# Hormony płciowe
Hormony płciowe – hormony zwierzęce produkowane przez gonady pod wpływem gonadotropin.
Zaliczane są do hormonów sterydowych.